# Wabasso (Floryda)
Wabasso – jednostka osadnicza w Stanach Zjednoczonych, w stanie Floryda, w hrabstwie Indian River.